# Distretto di Mansa (Zambia)
Il distretto di Mansa è un distretto dello Zambia, parte della Provincia di Luapula.
Il distretto comprende 16 ward:
- Chansusu
- Chibeleka
- Chilyapa
- Kaole
- Luapula
- Lukangaba
- Lukola
- Lwingishi
- Mansa
- Misakalala
- Muchinka
- Mulelenshi
- Muleshi
- Mushipashi
- Mutuna
- Myulu